# N・W・ホルト
N・W・ホルト（N. W. Holt、1836年頃 ‐ 没年不詳）は、明治時代にお雇い外国人として来日したアメリカ合衆国の建築技術者である。

## 経歴・人物
オハイオ州に生まれ、1872年（明治5年）に開拓使の器械設計及び運転の取締役として札幌に来日した。
4年後の1876年（明治9年）に帰国するまで、バルーン・フレーム構造を用いた鋳造所や蒸気木挽機械所等や、北海道において初の洋式橋となる豊平橋を設計する等、道内における文明開化に貢献した。